# 女優，摔吧！
《女優，摔吧！》（英語：Girls, Be Ambitious!），是台灣首部結合女子摔角與 AV 女優的性喜劇電影，由周美豫執導，夏于喬、吳映潔、黃心娣、鄭平君等人主演。於2019年9月13日舉辦開鏡儀式，於11月1日殺青。劇本入選 2017 年金馬創投電影計畫，並入選第 26 屆韓國富川國際奇幻電影節「Merry-Go-Round」單元。

## 演員
- 夏于喬飾演 麗絲愛愛（林淑惠）
- 吳映潔飾演 小紅莓（吳小梅）
- 黃心娣飾演 冷雪
- 孔令元飾演 致命電梯（元元）
- 郭文頤飾演 大文
- 白靜宜飾演 強強（百白）
- 阮安妮飾演 安妮
- 善存飾演 魚販
- 張睿家飾演 姜揚
- 曹蘭飾演 順姨
- 那維勳飾演 馬東驕
- 香月明美飾演 殺人機器
- 高伊玲飾演 擂台賽主持人（客串）
- 張家慧飾演小優（客串）
- 林柏宏飾演宅男直播主 （客串）
- 楊奇煜飾演宅男直播主 （客串）
- 阿龐飾帥氣面試官（客串）
- 鄭平君飾演冷雪的爺爺 （客串）
- 林依晨飾演 晨晨（客串）

## 發行
本片於2022年11月25日在台灣上映。
本片於2022年12月29日在新加坡上映。
本片於2023年2月7日在Disney+上線。

## 電影歌曲
本片主題曲《Beat As One》由丁噹演唱。